# Diplonaevia helicospora
Diplonaevia helicospora är en svampart som tillhör divisionen sporsäcksvampar, och som beskrevs av John Axel Nannfeldt. Diplonaevia helicospora ingår i släktet Diplonaevia, och familjen Dermateaceae. Arten är reproducerande i Sverige.